# Nowoasbiest
Nowoasbiest (ros. Новоасбест) – osiedle w Rosji, w obwodzie swierdłowskim, w rejonie prigorodnym. W 2010 liczyło 2220 mieszkańców.